# Bruderheim
Bruderheim es un pueblo canadiense situado en la provincia de Alberta.

## Superficie
Bruderheim tiene una superficie de 9,28 km².

## Demografía
En 2021, tenía 1329 habitantes, una densidad poblacional de 143,2 hab./km², y 552 viviendas.